# Bakeridesia bakeriana
Bakeridesia bakeriana är en malvaväxtart som först beskrevs av Joseph Nelson Rose, och fick sitt nu gällande namn av D.M. Bates. Bakeridesia bakeriana ingår i släktet Bakeridesia och familjen malvaväxter. Inga underarter finns listade i Catalogue of Life.